# Reserva Nacional del Titicaca

Boot der Urus aus Totora-Schilf auf dem Titicaca-See

Das Reserva Nacional del Titicaca ist das peruanische Schutzgebiet von nationalem Rang am Titicacasee und umfasst ein Viertel des höchsten navigierbaren Sees der Welt. Im Departamento Puno gelegen vereint das Reservat eine riesige Biodiversität mit einzigartigen kulturellen Schätzen, die repräsentativ für ganz Peru sind.
Das Reservat wurde am 31. Oktober 1978 unter dem Gesetz 185-78-AA ausgerufen und umfasst laut staatlichen Angaben 36.180 ha große Teile der Seeflächen vor Puno. Das Gebiet ist in zwei Sektoren aufgeteilt: der weitaus größere Teil (21.150 ha) liegt im Sektor Puno. Ein kleinerer Teil (7013 ha) liegt im Sektor Ramis. Die Verwaltung des Gebietes obliegt der Peruanischen Nationalparkagentur Servicio Nacional de Areas Naturales Protegidas por el Estado (SERNANP), die zum peruanischen Umweltministerium gehört. Das Gebiet ist als Ressourcenschutzgebiet der IUCN Kategorie VI ausgewiesen.
Ziel des Parks ist es, die natürlichen Ressourcen des Ökosystems des Titicacasees und des umliegenden Hochlandes zu schützen. Das Schilfgras ("tortora"), welches bis zu 4 m hoch werden kann, ist von besonderer Bedeutung für das Leben am See. Da es Rückzugs- und Aufzuchtraum für viele Süßwasserfische des Sees bietet, Vögel darin ihre Nester bauen und es von den Einheimischen in vielfältiger Weise (Baumaterial für Häuser und Flöße, Medizin, Viehfutter) verwandt wird, ist die Erhaltung der großen Schilfflächen eines der vorrangigen Ziele des Reservats.
Im Schutzgebiet leben etliche bedrohte und teilweise endemische Arten, davon über 87 Vogel-, 26 Fisch- und 9 Amphibienarten. Vor allem endemische Vogelarten sind am See zu finden, darunter Flamingos, verschiedene Möwenarten und Kolibris. Bemerkenswerte Vertreter der Pflanzenwelt des Sees sind verschiedene Wasserpflanzen, darunter verschiedene Schilfarten wie Totora.

## Flora
Folgende Pflanzen sind charakteristisch für das Schutzgebiet
- Teichbinsen (Schoenoplectus). Hier vor allem Totora-Schilf (Schoenoplectus californicus).
- Die noch wenig untersuchte Rasenbinse Trichophorum rigidum (Steud.) Goetgh., Muasya & D.A. Simpson (synonym zu Scirpus rigidus,[1] span. totorilla)
- Myriophyllum quitense (span. fenouil llachu). Diese Pflanze wird in Argentinien zum Biomonitoring eingesetzt, da sich an ihr der Stress in aquatischen Systemen ablesen lässt.

## Fauna

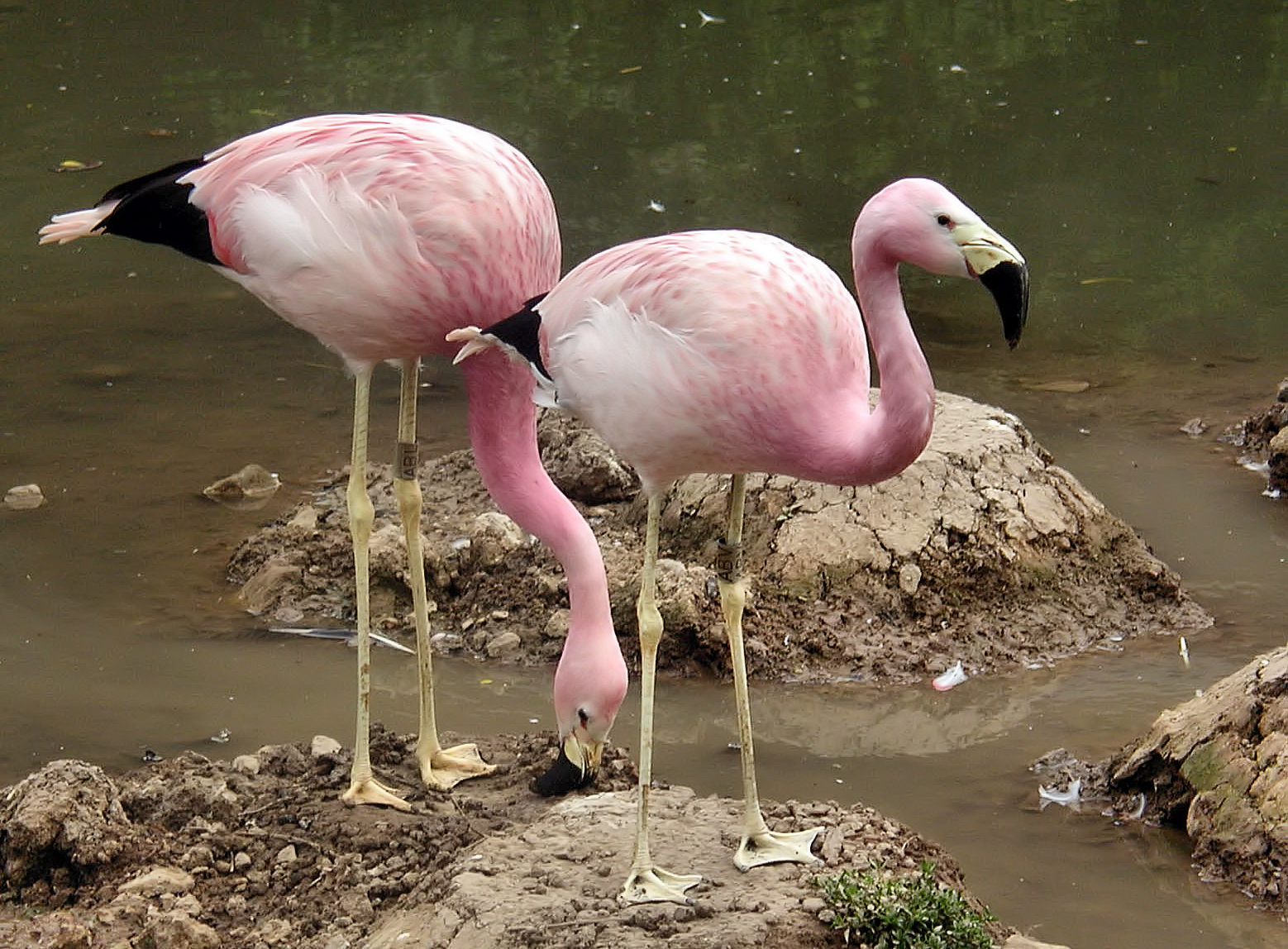
Zwei Andenflamingos (Phoenicoparrus andinus, span. flamenco andino oder parihuana), wie sie auch im Reserva Nacional del Titicaca vorkommen.

Die Vogelwelt weist 13 Familien auf. Im Folgenden eine Liste der im Schutzgebiet vorkommenden Arten:
- Braunkopfente (Anas flavirostris)
- Spitzschwanzente (Anas georgica)
- Silberente (Anas puna)
- Silberreiher (Ardea alba)
- Punaregenpfeifer (Charadrius alticola)
- Andengans (Chloephaga melanoptera)
- Andenmöwe (Chroicocephalus serranus)
- Andenblässhuhn (Fulica ardesiaca)
- Riesenblässhuhn (Fulica gigantea)
- Teichralle (Gallinula chloropus)
- Andenschwalbe (Haplochelidon andecola)
- Andensporntyrann (Lessonia oreas)
- Nachtreiher (Nycticorax nycticorax)
- Schwarzkopf-Ruderente (Oxyura ferrugínea)
- Olivenscharbe (Phalacrocorax brasilianus)
- Binsenschlüpfer (Phleocryptes melanops)
- Andenflamingo (Phoenicoparrus andinus)
- Chileflamingo (Phoenicopterus chilensis)
- Punasichler (Plegadis ridgwayi)
- Inkataucher (Podiceps occipitalis)
- Andensäbelschnäbler (Recurvirostra andina)
- Titicaca-Taucher (Rollandia microptera)
- Rollandtaucher (Rollandia rolland)

## Gefährdung
Das Ökosystem im Titicacasee ist durch verschiedene anthropogene Einflüsse gefährdet. Die Anwohner des Sees nutzen sein Wasser als Trinkwasser. In den letzten Jahrzehnten nahm die Wasserqualität des Sees aber kontinuierlich ab. Vor allem mangelt es an einer wirksamen Umsetzung des technischen Umweltschutzes. Eine Zementfabrik 35 km von Puno entfernt darf nach ihrer Privatisierung den Betrieb auch nachts fortsetzen. Laut Berichten einheimischer Biologen entsteht so häufig eine große Kalkstaubwolke, die mit dem Nordwind über den See zieht. Der Kalk geht über dem See und dem Schutzgebiet nieder.
Die Auffangbecken der Kläranlage von Puno sind nur durch einen Erdwall vom See getrennt. In der Regenzeit gelangen regelmäßig ungeklärte Fäkalien in den See, was zu einer starken Eutrophierung und damit Algenbildung führt.

## Tourismus
Von der Hafenmole in Puno werden regelmäßig Ausflugsfahrten in die Schilfbereiche des Schutzgebietes angeboten. Auch ein kleines Umweltbildungszelt wird am Hafen in den Sommermonaten betrieben.